# Stepan Maximowitsch Petritschenko

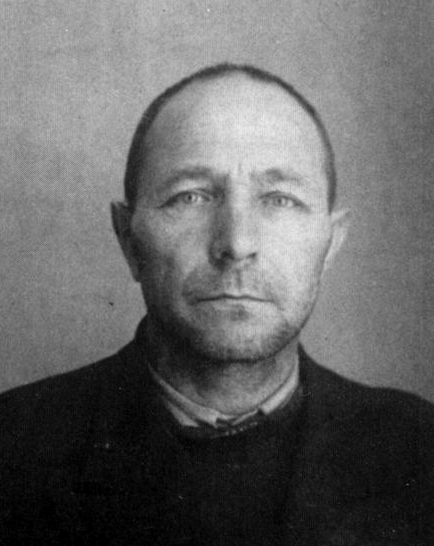
Stepan Petritschenko (1945)

Stepan Maximowitsch Petritschenko (russisch Степа́н Макси́мович Петриче́нко; * 1892 in Nikitenka, Gouvernement Kaluga, Russisches Kaiserreich; † 2. Juni 1947 in Wladimir, Sowjetunion) war ein russischer Matrose. Er wurde Anführer des Kronstädter Matrosenaufstands im Jahr 1921.

## Leben
Petritschenko stammte aus einer kleinbäuerlichen Familie, die kurz nach seiner Geburt nach Alexandrovsk zog. Dort arbeitete er nach dem Abschluss der Schule in einem Eisenwerk. Ab 1913 war Petritschenko Matrose auf dem Schlachtschiff Petropawlowsk der russischen Marine, das 1917 bei Naissaar stationiert war. Während der Oktoberrevolution übernahmen im Dezember 1917 meuternde Matrosen unter Führung des dem Anarchosyndikalismus zugeneigten Petritschenko die Kontrolle über die Insel und riefen eine Räterepublik aus, die Räterepublik Nargen (Naissaare Nõukogude Vabariik). Dieser Miniaturstaat – nicht mehr als 90 Matrosen – existierte jedoch nur knapp drei Monate. Am 24. Februar 1918 erklärte Estland seine Unabhängigkeit, wurde aber umgehend von deutschen Truppen besetzt. Am 26. Februar 1918 flohen die revolutionären Matrosen über den Seeweg vor dem deutschen Vormarsch. Die Petropawlowsk selbst wurde während des alliierten Interventionsfeldzuges im Kontext des Russischen Bürgerkriegs am 17. August 1919 in Kronstadt im Flachwasser versenkt und erst 1921 wieder in Dienst gestellt.
Petritschenko, nun Hauptschreiber der Petropawlowsk, war de facto Führer eines von Ende Februar bis zum 18. März 1921 währenden Aufstandes von Matrosen der Baltischen Flotte der sowjetischen Marine, der Kronstädter Festungsgarnison und der Einwohner von Kronstadt gegen die Regierung Sowjetrusslands und auch die Politik des Roten Terrors und des Kriegskommunismus.
Am 1. März 1921 fand in Kronstadt auf dem Ankerplatz eine revolutionäre Versammlung statt, bei der ein provisorisches revolutionäres Komitee gegründet wurde, das neben Petritschenko ursprünglich aus vier weiteren Mitgliedern bestand:
- W. Jakowenko: Kronstädter Telegrafist, Stellvertreter Petritschenkos
- Archipow: Ingenieur, Bootsmann
- Tukin: Meister im elektromechanischen Werk von Kronstadt
- I. Oreschin: Leiter der dritten Industrieschule von Kronstadt

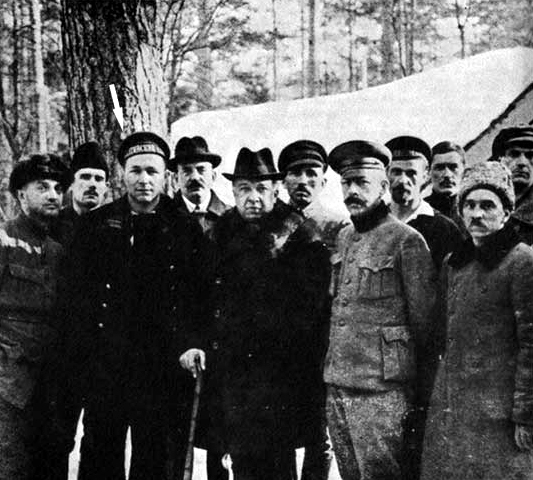
Stepan Petritschenko (Pfeil), der Anführer des Kronstädter Matrosenaufstands, Ende 1921 mit russischen Oppositionellen und Emigranten in Finnland

Im weiteren Verlauf der Ereignisse wuchs das Komitee auf Vorschlag Petritschenkos auf insgesamt 15 Personen an.
Unter dem Motto „Alle Macht den Räten (Sowjets) – Keine Macht der Partei“ forderten die Aufständischen eine Rücknahme des diktatorischen Einflusses der Kommunistischen Partei Russlands (KPR) auf die politischen Entscheidungsprozesse und eine Demokratisierung Sowjetrusslands, aber auch eine gerechtere Verteilung von Brot. Nachdem ein Übergreifen der Revolte auf das Festland und weitere Teile Sowjetrusslands gescheitert war, verschanzten sich die Aufständischen in den Festungsanlagen der Kronstadt auf der Kotlin-Insel, die Sankt Petersburg gegen Angriffe von Westen schützen sollten. Die zur Niederschlagung des Aufstands eingesetzten Truppen der Roten Armee unter Leitung des Volkskommissars für Militär- und Marinewesen, Leo Trotzki, wurden am 7. März zunächst zurückgeschlagen. Die aufständischen Matrosen vermochten jedoch dem zweiten, wesentlich besser vorbereiteten Angriff der Roten Armee am 17./18. März 1921 nicht standzuhalten und kapitulierten schließlich.
Nach der Kapitulation wurden viele Aufständische und unbeteiligte Bewohner Kronstadts hingerichtet oder in den neu eingerichteten „nördlichen Lagern zur besonderen Verwendung“ (SLON) inhaftiert, sofern sie sich nicht wie Petritschenko durch die Flucht nach Finnland einer Verfolgung entziehen konnten.
In der Folge lebte Petritschenko lange Zeit als Emigrant in Finnland. Er soll nach unbestätigten russischen Quellen zwischenzeitlich Agent des GRU gewesen sein. 1940 verhaftet, gehörte Petritschenko 1945 zu den 19 Inhaftierten, die vom damaligen finnischen Innenminister Yrjö Leino an die Sowjetunion ausgeliefert wurden. Er starb während des Transports in das Zentralgefängnis Wladimir am 2. Juni 1947.

## Schriften
- Die Wahrheit über die Kronstädter Ereignisse. (russisch Степа́н Петриче́нко: Правда о кронштадтских событиях.) Prag 1921. (PDF, Elektronische Nationalbibliothek Russlands, abgerufen am 8. Mai 2021)

### Russisch
- S.F. Achromeew (Hrsg.): dt. etwa: Militär Enzyklopädisches Wörterbuch. (russisch Военный энциклопедический словарь) Militärverlag der UdSSR Moskau 1986.
- W. A. Gontscharow, A. I. Kokurin (Hrsg.): dt. etwa: Oktober-Gardisten. Die Rolle der Völker der baltischen Staaten bei der Errichtung und Stärkung des bolschewistischen Regimes. Indrik Moskau 2009. ISBN 978-5-91674-014-1 (russisch В.А. Гончаров, А.И. Кокурин: Гвардейцы Октября. Роль коренных народов стран Балтии в установлении и укреплении большевистского строя.)